# المنصورة (القصر المجاز)
المنصورة هي إحدى مشيخات المملكة المغربية، تتبع جغرافيا لإقليم الفحص أنجرة وإداريًا لالقصر المجاز. يقدر عدد سكانها بـ 1081 نسمة حسب الإحصاء الرسمي للسكان والسكنى لسنة 2004.